# スザンナと長老たち (アルテミジア・ジェンティレスキ、ボローニャ)
『スザンナと長老たち』（スザンナとちょうろうたち、伊: Susanna e i vecchioni、英: Suzanna and the Elders）は、イタリア・バロック期の女性画家アルテミジア・ジェンティレスキが1652年にキャンバス上に油彩で制作した絵画である。画面下部左側に署名と制作年がかすかに見える。この絵画はジェンティレスキの弟子であるオノフリオ・パルンボの協力を得て描かれたもので、作品の売却に関する文書にはパルンボへの支払いについて言及されている。現在、ボローニャ国立絵画館に所蔵されている。

## 作品
この絵画は、ジェンティレスキが『旧約聖書』の「ダニエル書」に記述されるスザンナを描いた数多くの作品中の1点である。最初の『スザンナと長老たち』 (シュロス・ヴァイセンシュタイン、ポンマースフェルデン) は彼女が17歳の時に制作されたが、そのころ、彼女は父親の画家オラツィオ・ジェンティレスキの弟子の1人に性的暴行を受けた。本作はジェンティレスキが60歳近くになって描かれたもので、制作年が記された彼女の最後の作品である。
「ダニエル書」によれば、ある貞節な女性が2人の欲情にかられた老人に襲われる。彼らは水浴中の彼女に忍び寄って驚かせ、彼女を彼らの意図に従わせようとする。そして、彼女が従わない場合は、公的に彼女を咎めると脅す。この主題は16世紀から一般的に用いられ、しばしば画家たちにとって裸体女性像を描く好機であった 。ジェンティレスキの最初の『スザンナと長老たち』とは対照的に、本作のスザンナはより演劇的なポーズであり、彼女は怯むというより男たちを阻止している。

## 来歴
銀行の記録によると、1653年の初めに『スザンナと長老たち』の1点がアントニオ・ガリーゼ (Antonio Galise) に売却されており、美術史家たちはそれが本作にあたるものだと考えている。その後、作品は1774年までにメディチ・リッカルディ宮殿のメディチ家のコレクションに収蔵されていた。1945年までに、作品はエリザベッタ・シラーニの作品としてアッゾリーニ (Azzolini)・コレクションに入っていたが、後にイタリア国家に遺贈され、ボローニャ国立絵画館に収蔵された。最近の修復と調査により、作品はシラーニではなくジェンティレスキに帰属された。

## アルテミジア・ジェンティレスキのほかの同主題作

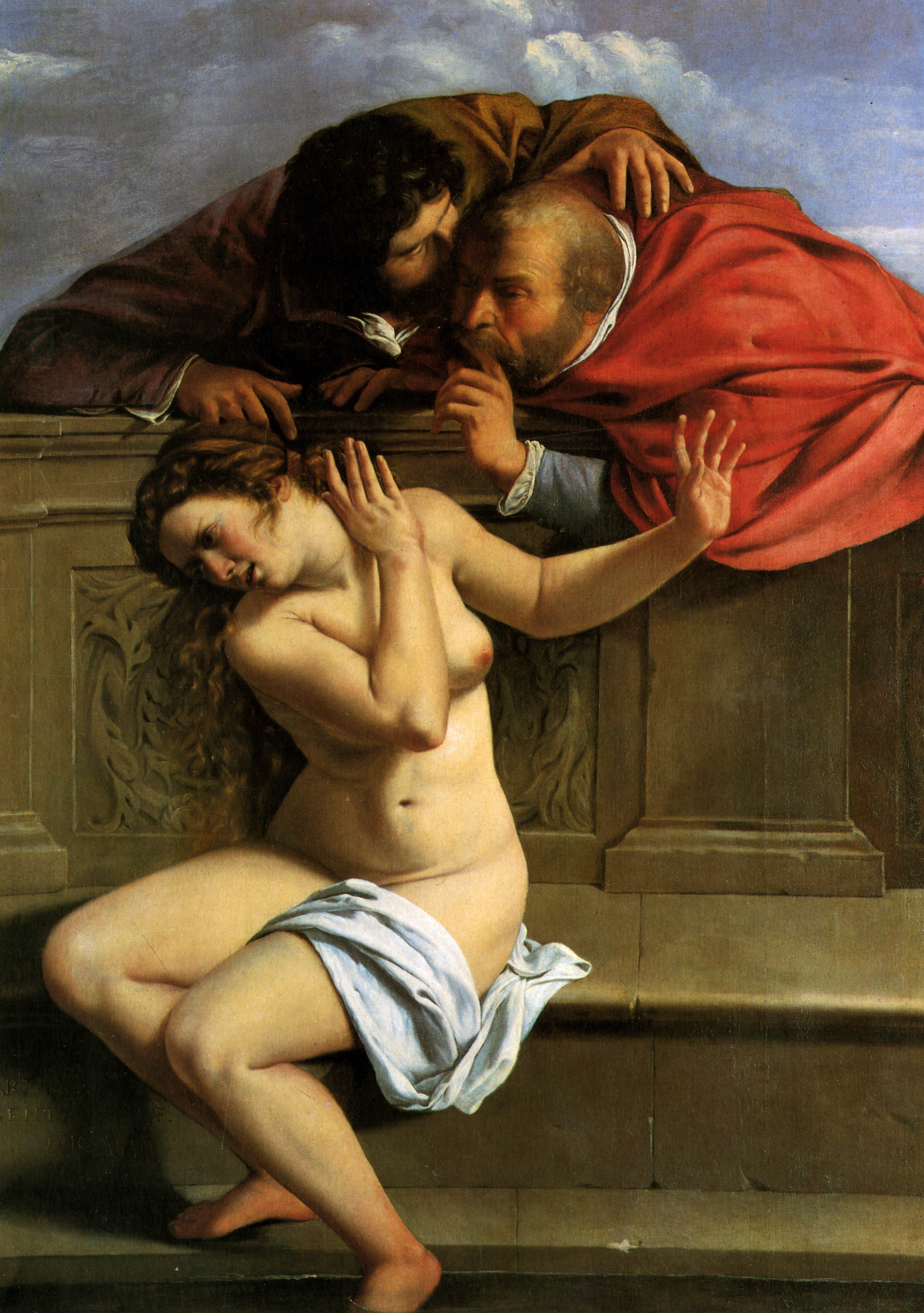
『スザンナと長老たち』、シュロス・ヴァイセンシュタイン（英語版）、ポンマースフェルデン
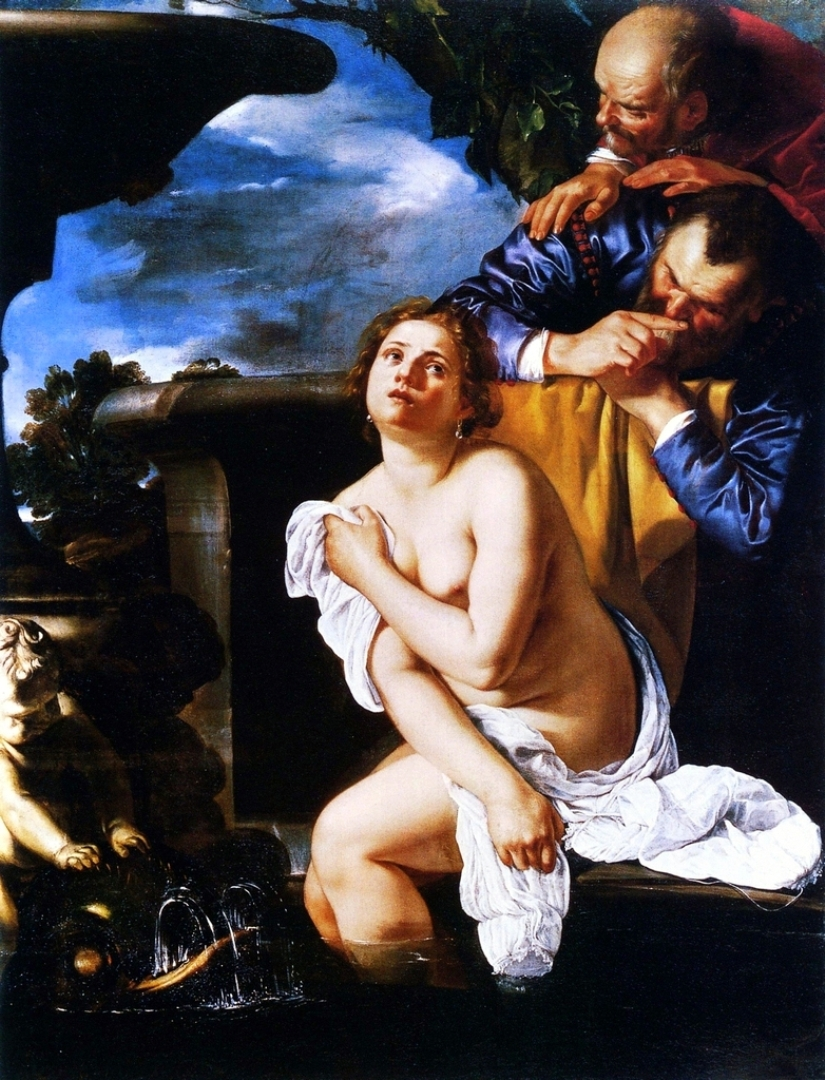
『スザンナと長老たち』 スタムフォード（英語版）、イギリス
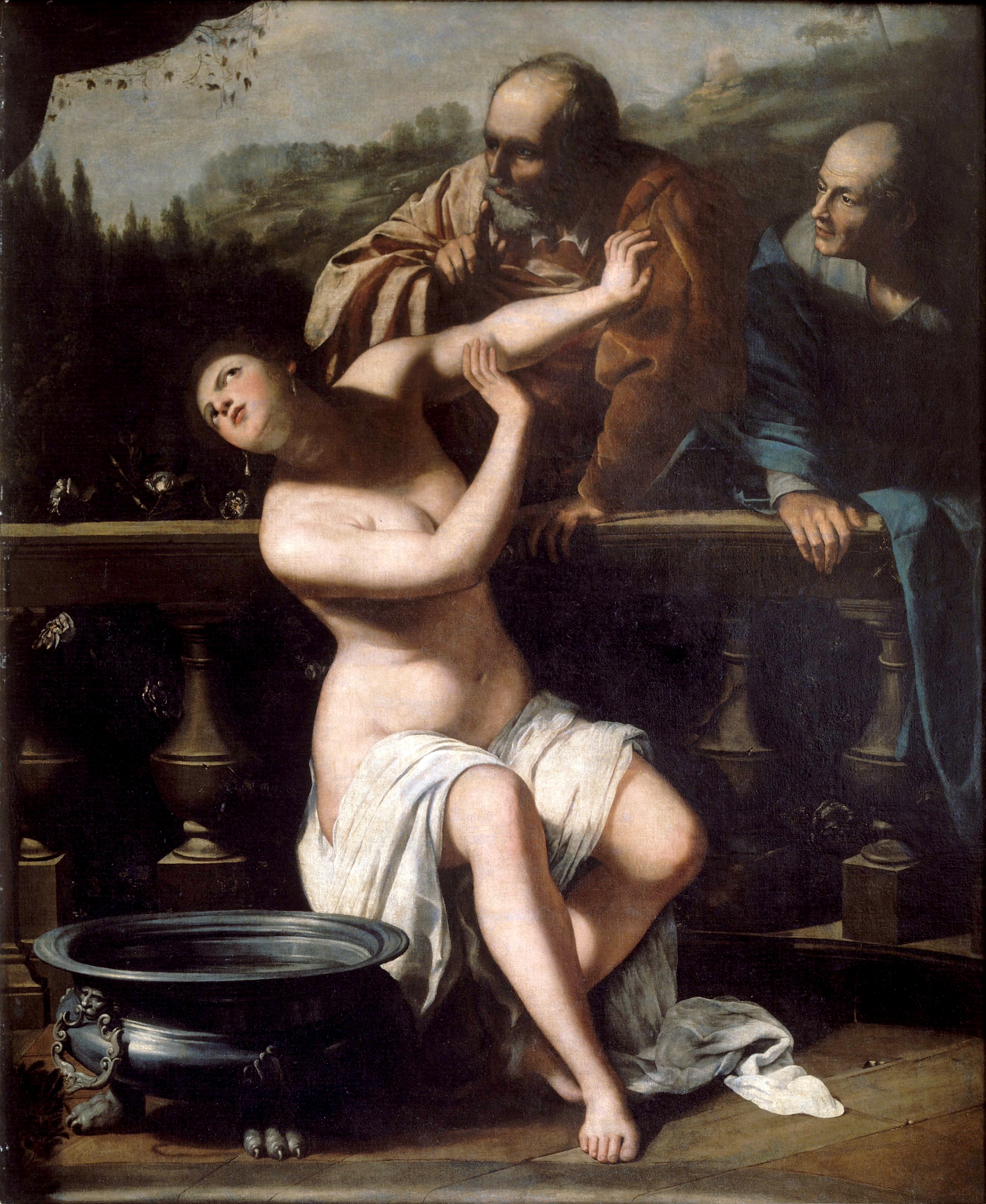
『スザンナと長老たち』、ブルノ、チェコ